# Ганс Ган (математик)
Ганс Ган (нім. Hans Hahn; нар. 27 вересня 1879, Відень — 24 липня 1934, Відень) — австрійський математик і філософ, найбільш відомий своєю теоремою Гана — Банаха.

## Походження та родина
Ганс Ган був сином Людвіга Бенедикта Гана (1844—1925), видавця журналу «Politische Correspondenz» і керівника Поштово-телеграфної агенції (1889—1901), і його дружини Емми (1850—1940, до шлюбу Блюмель). Серед їх дітей також були математикиня і філософка Ольга Ган-Нойрат і художниця-графікеса Луїза Френкель-Ган.
У 1909 році Ганс Ган одружився з художницею Елеонорою (Ліллі) Майнор (* 1885), дочкою германіста Якоба Мінора та феміністки Маргарети Майнор (1860—1927). Акторка Нора Майнор була його дочкою.

## Життєпис
Наукову кар'єру Ган розпочав у 1898 році, вивчаючи право у Віденському університеті. Через рік він звернувся до математики і навчався в Страсбурзі та Мюнхені. У 1901 році Ган повернувся до Відня, де в 1902 році захистив докторський ступінь на тему (нім.)Zur Theorie der zweiten Variation einfacher Integrale abschloss, отримавши ступінь доктора філософії.
Під час навчання в Технічному університеті у Відні він подружився з Паулем Еренфестом, Генріхом Тітце та Густавом Герглоцем. У 1905 році він габілітувався у Віденському університеті з роботою «Зауваження про варіаційне числення» . Викладав у Чернівцях, Бонні, з 1921 — повний професор Віденського університету.
У 1921 році він отримав премію Річарда Лібена та був обраний членом Німецької національної академії наук Леопольдина. У 1926 році він був президентом Німецької асоціації математиків.
Його найвідомішим учнем був Курт Гедель, який захистив докторську дисертацію в 1929 році.
Ган також дуже цікавився філософією і був активним членом Віденського гуртка. Ган брав участь в університетській політиці як голова Асоціації викладачів соціалістичних університетів і в місцевій політиці як член Віденської міської шкільної ради. Він протестував проти дискримінації єврейських студентів і викладачів і був об'єктом антисемітської кампанії наклепу, яку проводила Deutsch-Österreich Tages-Zeitung у 1924 році. Ган вимагав необмеженої свободи викладання та навчання, безкоштовного навчання та процесу абілітації, заснованого виключно на навчальні здобутки.
У 1934 р. помер у віці 54 років внаслідок операції.

## Основні наукові результати
Ім'я Ганса Гана найбільш відоме завдяки теоремі Гана-Банаха. Крім того, Ган зробив інший важливий внесок у функціональний аналіз, теорію міри (теорема Гана про розклад, теорема Віталі-Гана-Сакса), гармонічний аналіз і загальну топологію. Більшу частину публікацій Гана становлять щойно згадані праці математичної тематики. Ганс Ган публікував лише тексти філософського змісту з початку 1930-х років. Вони стосуються епістемологічних міркувань природничих наук.

## Основні праці
- Logik, Mathematik und Naturerkennen. In: Hubert Schleichert (Hrsg.): Logischer Empirismus — Der Wiener Kreis, München (1975).
- Überflüssige Wesenheiten (Occams Rasiermesser). ebd.
- Wissenschaftliche Weltauffassung — Der Wiener Kreis. (zusammen mit Rudolf Carnap und Otto Neurath) ebd.
- Empirismus, Logik, Mathematik. Mit einer Einleitung von Karl Menger. Herausgegeben von Brian McGuiness. Frankfurt (1988).
- Über lineare Gleichungssysteme in linearen Räumen. In: Journal für die reine und angewandte Mathematik 157 (1927), S. 214—229. (Urfassung des Satzes von Hahn-Banach)
- Reelle Funktionen. Akademische Verlagsgesellschaft Leipzig (1932)